# شماره‌ات چنده؟
شماره‌ت چنده؟ (انگلیسی: ?What's Your Number) فیلمی کمدی رمانتیک به کارگردانی مارک مایلود و نویسندگی گابریل آلن و جنیفر کریتندن بر اساس رمان ۲۰ بار یک بانو اثر کارین بوسنک است که در سال ۲۰۱۱ منتشر شد. آنا فاریس و کریس ایوانز در این فیلم به ایفای نقش پرداخته‌اند.

## داستان
الی دختر سی‌ساله‌ای است که تلاش می‌کند تصمیمات بهتری در زندگی‌اش بگیرد. او مقاله‌ای را مطالعه می‌کند که می‌گوید زنانی که بیش از بیست معشوق در زندگی داشته‌اند در یافتن همسر مناسب به مشکل خواهند خورد. او فهرستی از تمام مردانی که با آن‌ها قرار گذاشته تهیه می‌کند و متوجه می‌شود که تا کنون با نوزده مرد قرار گذاشته‌است. الی تصمیم می‌گیرد تا زمانی که کسی را که قصد ازدواج داشته‌باشد، پیدا نکند با کسی قرار نگذارد.

## بازیگران
- آنا فاریس
- کریس ایوانز
- آری گرینر
- دیو انابل
- جوئل مک‌هال
- اد بیگلی. جی آر
- بلایث دانر
- هتر برنس
- الیزا کوپه
- تیکا سومپتر
- الیور جکسون-کوهن
- مایک فوگل
- زکری کینتو
- کریس پرت
- مارتین فریمن
- اندی سمبرگ
- آنتونی مکی
- توماس لنون
- ایوانا ملیسویک